# Lasioglossum bidentatulum
Lasioglossum bidentatulum är en biart som beskrevs av Walker 1999. Lasioglossum bidentatulum ingår i släktet smalbin, och familjen vägbin. Inga underarter finns listade i Catalogue of Life.

## Bildgalleri

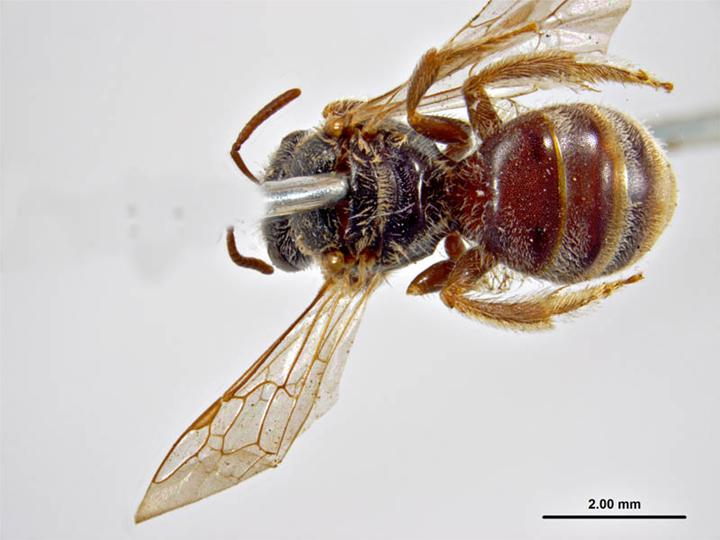
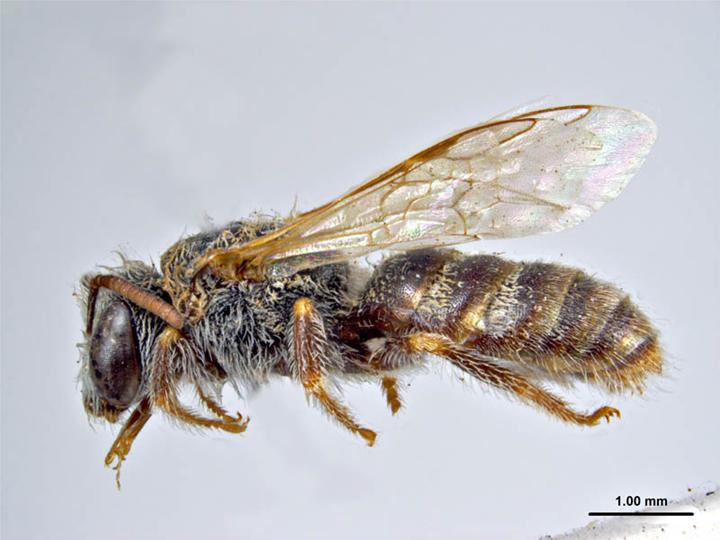